# Jeon Yeo-been
Jeon Yeo-been (전여빈?, Jeon Yeo-binLR, Chŏn YŏpinMR; Gangneung, 26 luglio 1989) è un'attrice sudcoreana.
È salita alla ribalta in seguito alla sua interpretazione in Joe manh-eun sonyeo (2018) che le è valsa il premio come attrice dell'anno al 22º Festival internazionale del cinema di Busan e l'Indipendent Star Award al Festival del cinema indipendente di Seul 2017.

## Carriera
Jeon Yeo-been nasce il 26 luglio 1989 a Gangneung; ha due fratelli, uno maggiore e uno minore. Inizia a recitare studiando Broadcast Entertainment alla Dongduk Women's University. Debutta cinque anni più tardi, nel 2015, quando l'attrice e regista Moon So-ri la nota in un trailer del Seoul Women's Film Festival e la contatta per il cortometraggio Choego-ui gamdok (The Best Director). La sua prima apparizione in un lungometraggio risale allo stesso anno con l'interpretazione di un ruolo secondario nel film drammatico in costume Gansin.
Nel 2017, Jeon veste i panni di una giornalista sotto copertura che indaga su un culto religioso nel serie TV thriller Save Me. Sale alla ribalta in seguito alla sua interpretazione nel film Joe manh-eun sonyeo (After My Death, 2018), guadagnandosi il premio come attrice dell'anno al 22º Festival internazionale del cinema di Busan e l'Indipendent Star Award al Festival del cinema indipendente di Seul. Nel 2021 è protagonista nel drama della tvN Vincenzo; viene inoltre scritturata nella serie Glitch.

## Filmografia

### Cinema
- Choego-ui gamdok (최고의 감독?), regia di Moon So-ri (2015) – cortometraggio
- Gansin (간신?), regia di Min Kyu-dong (2015)
- L'impero delle ombre (밀정?, MiljeongLR), regia di Kim Ji-woon e Lee Ji-min (2016)
- Uri sonja best (우리 손자 베스트?), regia di Kim Soo-hyun  (2016)
- Yeojadeul (	여자들?), regia di Lee Sang-deok (2016)
- Yeobae-uneun oneuldo (여배우는 오늘도?), regia di Moon So-ri (2017)
- Merry Christmas Mr. Mo (메리크리스마스 미스터 모?, Mirikeuriseumaseu miseuteo MoLR), regia di Lim Dae-hyung (2017)
- Illang - Uomini e lupi (인랑?, IllangLR), regia di Kim Ji-woon e Jeon Cheol-hong (2018)
- Joe manh-eun sonyeo (죄 많은 소녀?), regia di Kim Ui-seok (2018)
- Cheonmun: Haneur-e munneunda (천문: 하늘에 묻는다?), regia di Hur Jin-ho (2019)
- Haechiji-anh-a (해치지않아?), regia di Son Hae-gon (2020)
- Night in Paradise (낙원의 밤?, Nag-won-ui bamLR), regia di Park Hoon-jung (2020)
- Geomijip (거미집?), regia di Kim Ji-woon (2023)

### Televisione
- Save Me (구해줘?, GuhaejwoLR) – serie TV (2017)
- Live (라이브?, Ra-ibeuLR) – serie TV, episodio 1 (2018)
- Melloga chejil (멜로가 체질?) – serie TV, 16 episodi (2019)
- Vincenzo (빈센조?, BinsenjoLR) – serie TV, 20 episodi (2021)
- Glitch (글리치?, GeullichiLR) – serie TV (2022)
- Il tempo per noi (너의 시간 속으로?, Neo-ui sigan sog-euroLR) – serie TV (2023)

## Riconoscimenti
- Asia Artist Award
  - 2021 – Miglior nuovo artista (attori)[8]
- Baeksang Arts Award
  - 2019 – Candidatura Miglior attrice esordiente per Joe manh-eun sonyeo[9]
  - 2020 – Candidatura Miglior attrice esordiente (TV) per Melloga chejil[10]
- Blue Dragon Film Award
  - 2018 – Candidatura Miglior attrice esordiente per Joe manh-eun sonyeo[11]
- Buil Film Award
  - 2019 – Miglior attrice esordiente per Joe manh-eun sonyeo[12]
- Busan Film Critics Award
  - 2018 – Miglior attrice esordiente per Joe manh-eun sonyeo[13]
- Chunsa Film Art Award
  - 2019 – Miglior attrice esordiente per Joe manh-eun sonyeo[14]
- Cine21 Film Awards
  - 2018 – Miglior attrice esordiente per Joe manh-eun sonyeo[15]
- Festival del cinema indipendente di Seoul
  - 2017 – Independent Star Award per Joe manh-eun sonyeo[4]
- Festival internazionale del cinema di Busan
  - 2017 – Attrice dell'anno per Joe manh-eun sonyeo[4]
- Korea Best Star Award
  - 2018 – Miglior attrice esordiente per Joe manh-eun sonyeo[16]
- Marie Claire Film Festival
  - 2018 – Miglior attrice esordiente per Yeojadeul[4]
- Premio Daejong
  - 2020 – Miglior attrice esordiente per Joe manh-eun sonyeo[17]
- Wildflower Film Award
  - 2019 – Candidatura Migliore attrice per Joe manh-eun sonyeo[18]

## Doppiatori italiani
Nelle edizioni in italiano delle sue opere, Jeon Yeo-been è stata doppiata da:
- Joy Saltarelli in Night in Paradise
- Lavinia Paladino in Vincenzo